# Iron Jawed Angels
Iron Jawed Angels är en amerikansk långfilm från 2004 i regi av Katja von Garnier, med Hilary Swank, Margo Martindale, Anjelica Huston och Frances O'Connor i rollerna. Filmen handlar om suffragetternas kamp för kvinnlig rösträtt i USA

## Rollista
| Hilary Swank     | – Alice Paul                   |
| Margo Martindale | – Harriot Eaton Stanton Blatch |
| Anjelica Huston  | – Carrie Chapman Catt          |
| Frances O'Connor | – Lucy Burns                   |
| Lois Smith       | – Pastor Anna Howard Shaw      |
| Vera Farmiga     | – Ruza Wenclawska              |
| Brooke Smith     | – Mabel Vernon                 |
| Adilah Barnes    | – Ida Wells-Barnett            |
| Laura Fraser     | – Doris Stevens                |
| Molly Parker     | – Emily Leighton               |
| Patrick Dempsey  | – Ben Weissman                 |
| Julia Ormond     | – Inez Milholland              |
| Bob Gunton       | – Woodrow Wilson               |